# Niedźwiedź krótkopyski
Niedźwiedź krótkopyski (Arctodus simus) – gatunek wymarłego ssaka drapieżnego z rodziny niedźwiedziowatych (Ursidae). Jego szczątki są znane z ponad stu stanowisk w Ameryce Północnej. Podobnie jak większość przedstawicieli megafauny wymarł po ostatnim maksimum glacjalnym, około 11 400 lat temu. Był największym lądowym mięsożercą żyjącym w plejstocenie na terenie Ameryki Północnej. Przeciętnie ważył prawdopodobnie około 770 kg, jednak osobniki z masą ciała dochodzącą do 1000 kg nie należały do rzadkości. Przedstawiono kilka różnych hipotez dotyczących paleobiologii niedźwiedzia krótkopyskiego – mógł on być drapieżnikiem, padlinożercą, roślinożercą lub wszystkożercą. Według analizy stabilnych izotopów kolagenu kości przeprowadzonej przez Paula Matheusa (1995) Arctodus simus żywił się niemal wyłącznie mięsem. Matheus zasugerował, że był on raczej padlinożercą niż szybko biegającym drapieżnikiem, jego stosunkowo długie kończyny umożliwiały mu szybkie przemieszczanie się po terytorium, a duże rozmiary pozwalały mu bronić pożywienia przed innymi mięsożercami. Według Matheusa do wyginięcia niedźwiedzi krótkopyskich mogła przyczynić się konkurencja ze strony niedźwiedzi brunatnych. Badania Keny Fox-Dobbs i współpracowników (2008) sugerują, że niedźwiedź krótkopyski był wyspecjalizowanym drapieżnikiem, polującym niemal wyłącznie na karibu. Czaszki i żuchwy niedźwiedzi krótkopyskiego i jaskiniowego mieszczą się w morfoprzestrzeniach zajmowanych przez współczesne niedźwiedzie wszystkożerne. Również analiza Figueirido i współpracowników (2010) sugeruje, że niedźwiedź krótkopyski był wszystkożercą, a jego dieta zależała od dostępności pożywienia. Autorzy stwierdzili, że miał on kończyny stosunkowo krótsze niż wcześniej sądzono, a pysk nie był krótki, lecz proporcjonalny jak na wszystkożernego niedźwiedzia tej wielkości. Podobnie szeroki pysk mają również współczesne niedźwiedzie wszystkożerne – malajski i andyjski.

## Galeria

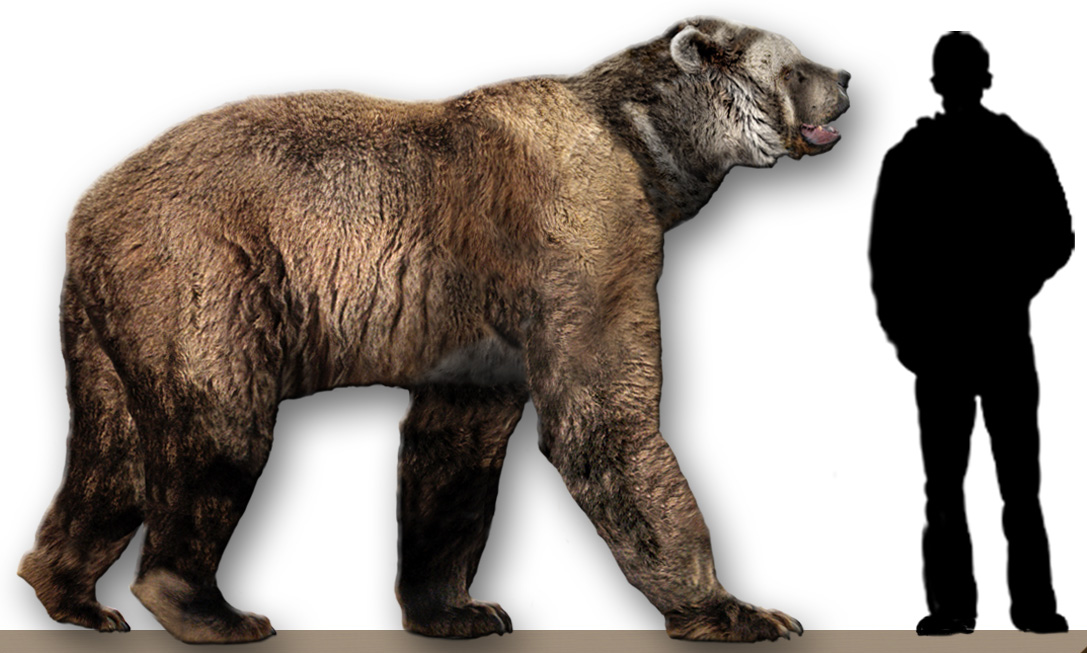
Porównanie wielkości Arctodus simus z człowiekiem.
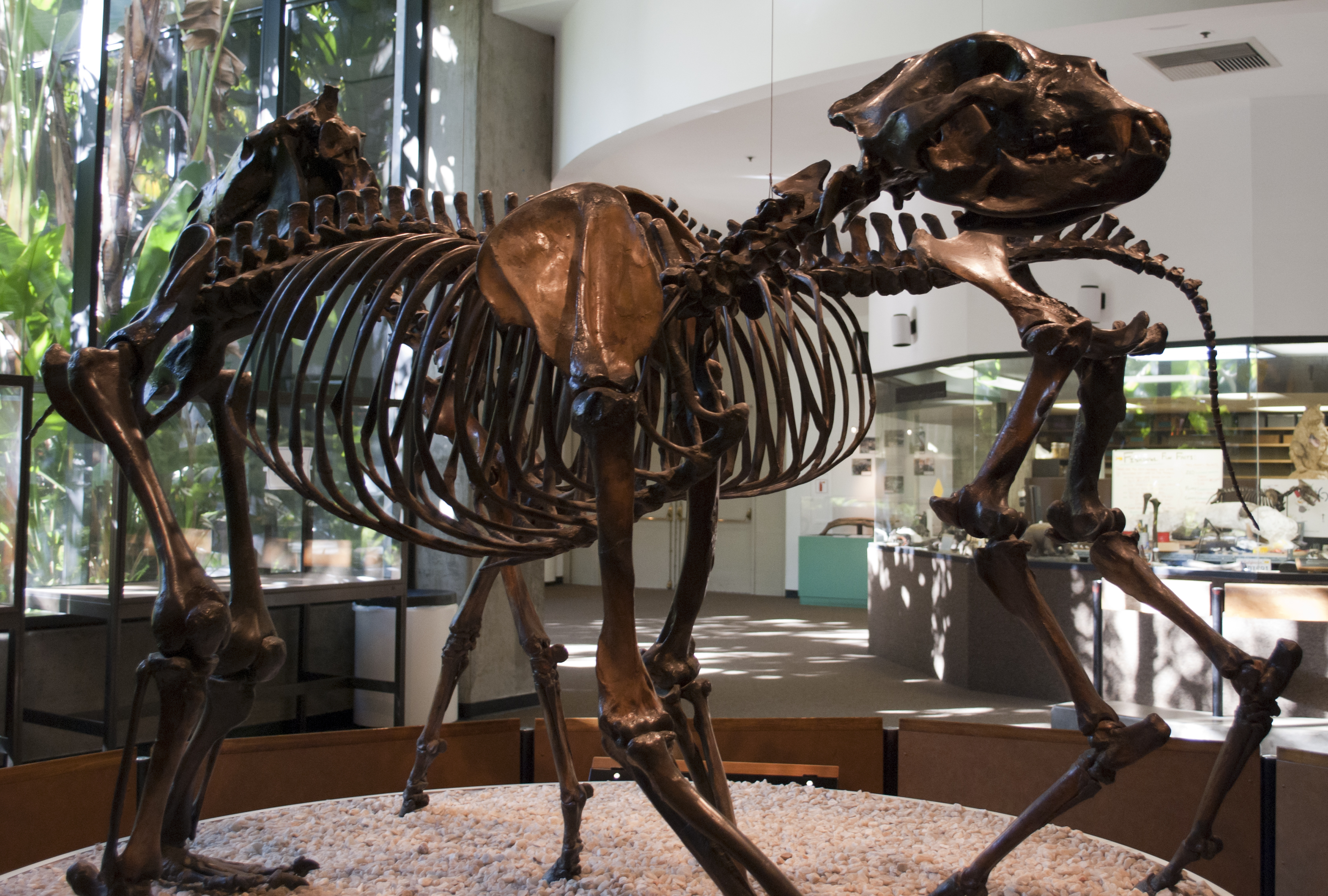
Skamieniały szkielet Arctodus simus znaleziony na Rancho La Brea.
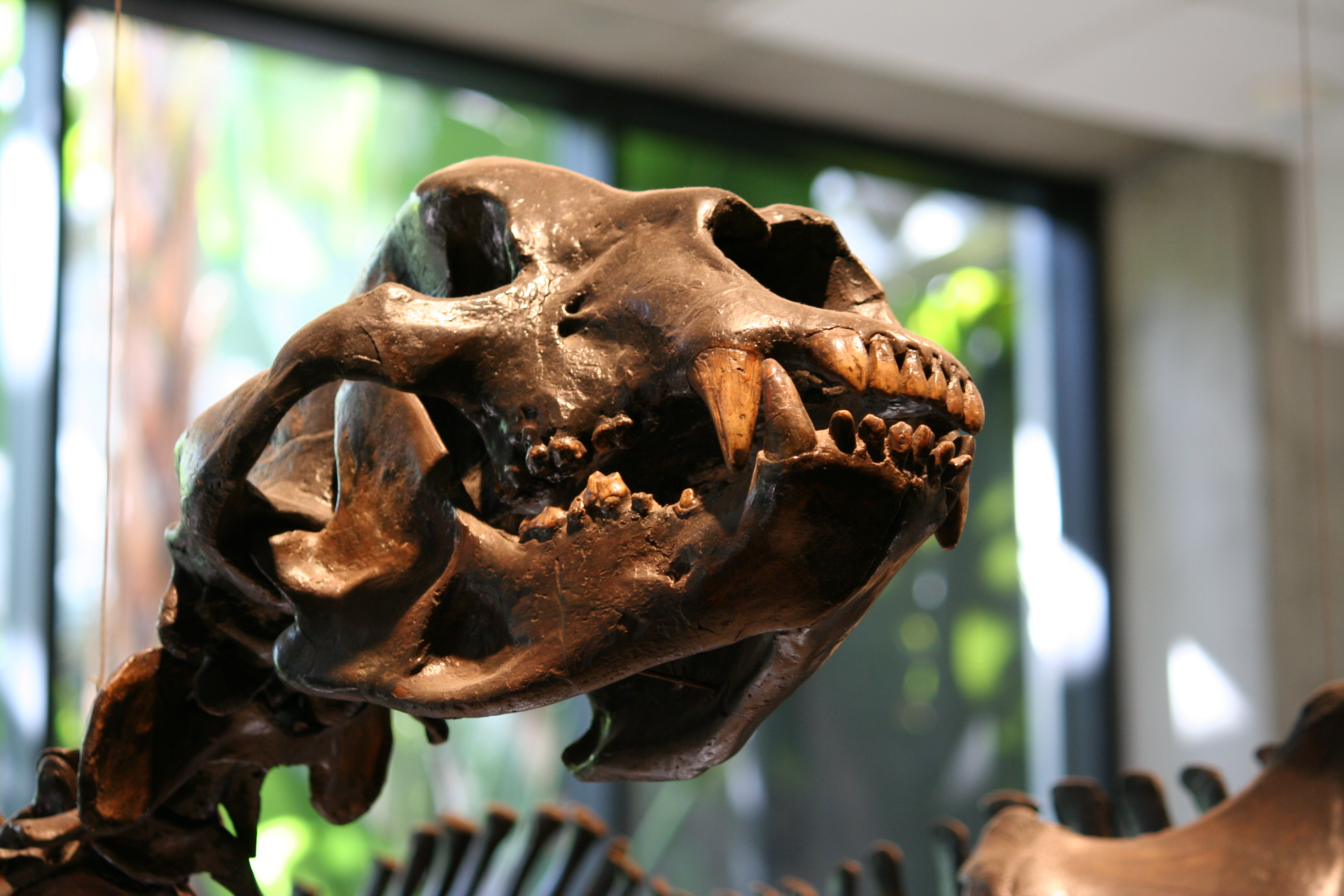
Skamieniała czaszka Arctodus simus znaleziona na Rancho La Brea.
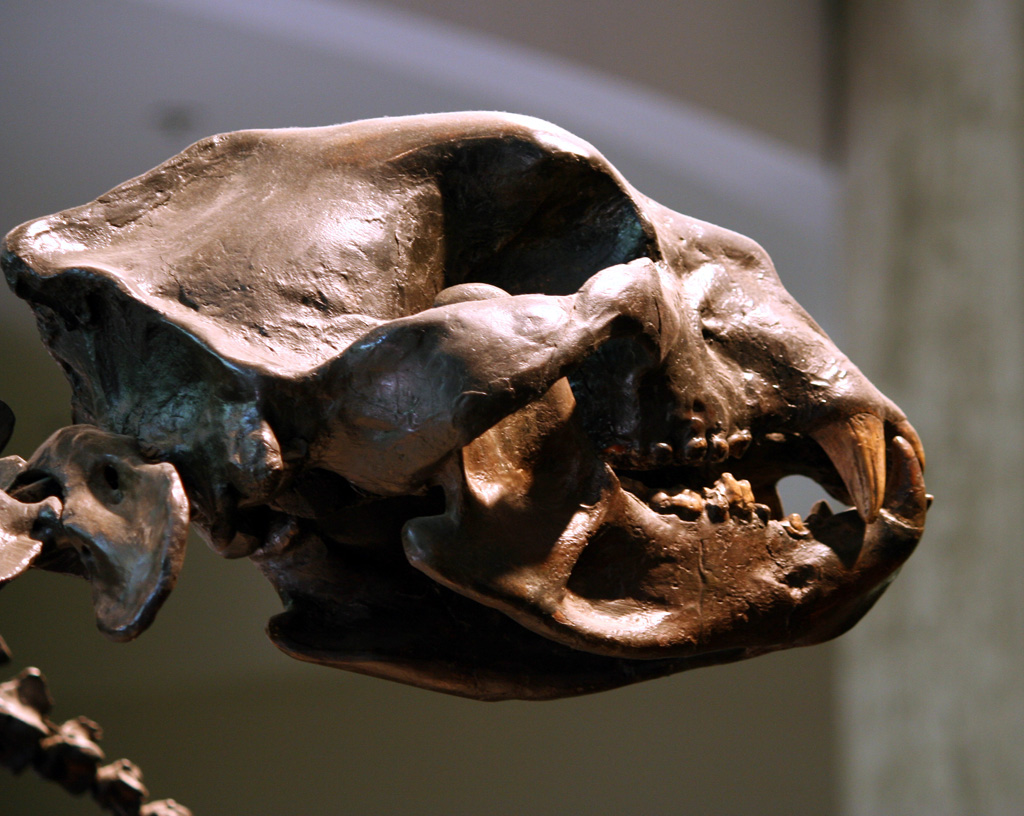
Skamieniała czaszka Arctodus simus znaleziona na Rancho La Brea.
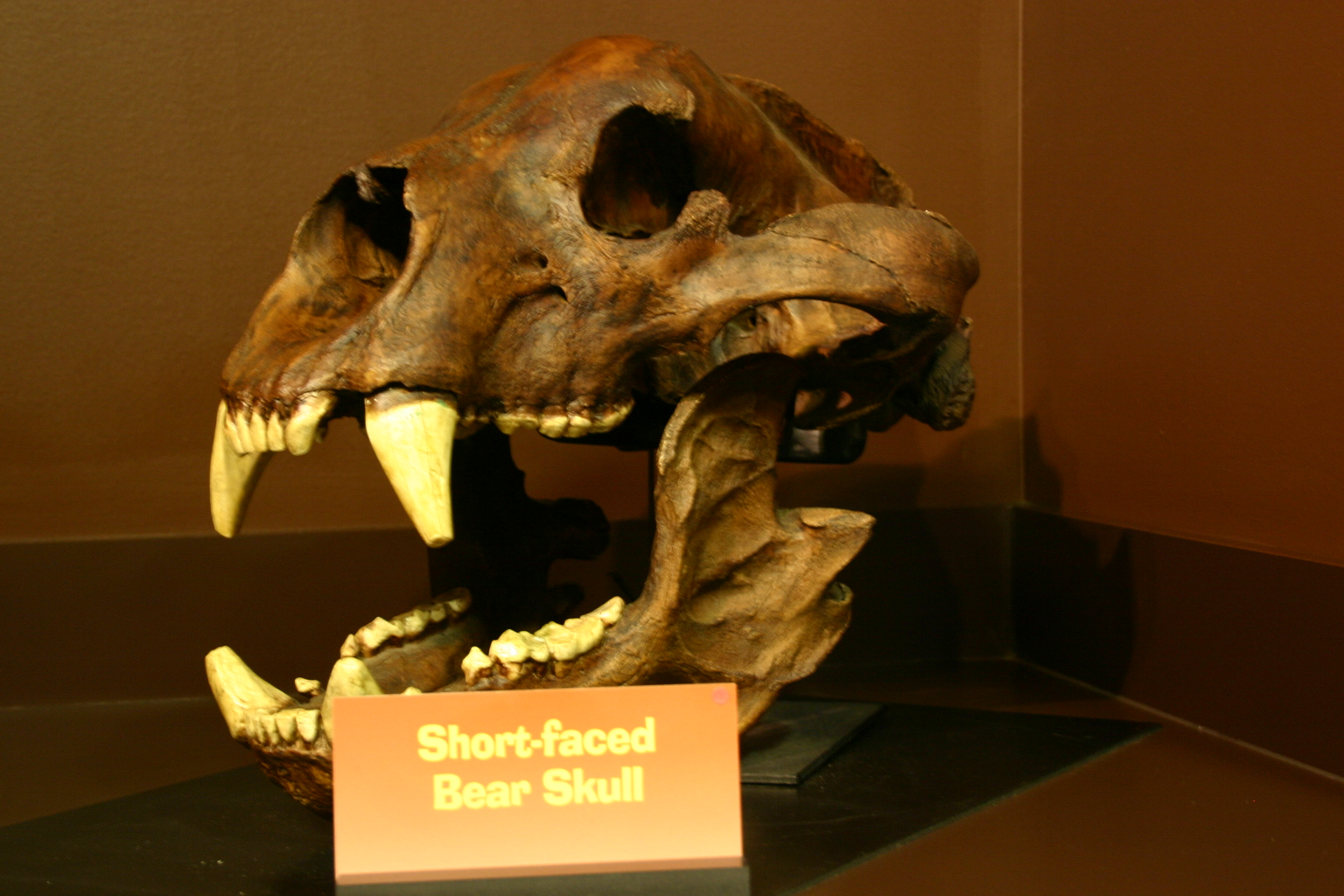
Skamieniała czaszka Arctodus simus, Muzeum Przyrodnicze Wirginii w Newport News